# Menhir de Peyreficade
Le menhir de Peyreficade est un menhir situé dans la commune de Carlat, dans le département français du Cantal.

## Protection
Il fait l'objet d'un classement aux monuments historiques par la liste de 1889.

## Description
Le menhir est constitué d'un bloc de trachyte dont le gisement le plus proche se situe à environ 1 km. Il mesure 1,60 m de hauteur sur 0,90 m de largeur. Sa forme est irrégulière et sa section triangulaire.